# Wilhelm Hoff

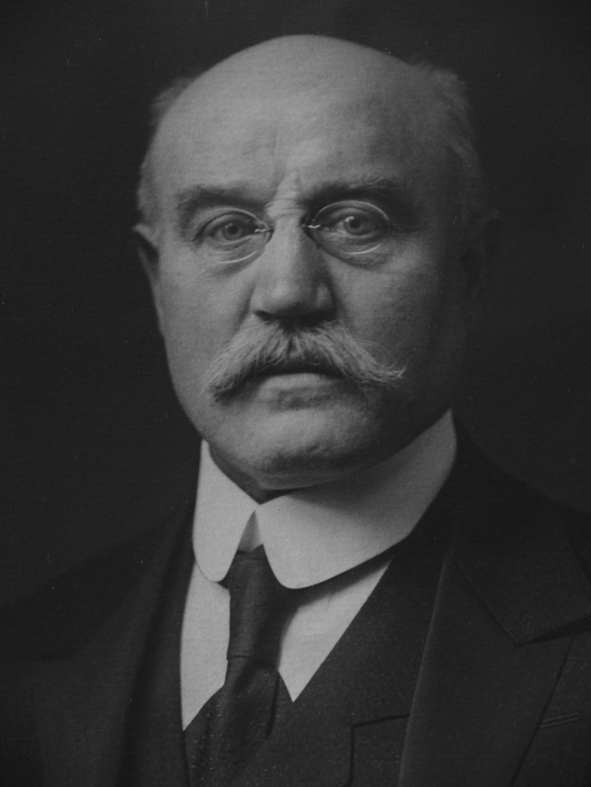
Wilhelm Hoff

Wilhelm Hoff (geboren 21. August 1851 in Hirschberg im Sauerland in Westfalen; gestorben 8. August 1940 in Osnabrück oder Münster) war ein Organisator des preußischen Eisenbahnwesens und gegen Ende des Ersten Weltkriegs kurzzeitig preußischer Minister der öffentlichen Arbeiten.

## Leben
Hoff war Sohn eines wohlhabenden Bauern, musste nach dem Tod der Mutter aber das Gymnasium in Paderborn ohne Abschluss verlassen. Nach einer Ausbildung wohl in einem Büroberuf trat er 1871 in den mittleren Dienst der (noch privaten) „Bergisch-Märkischen Eisenbahn-Gesellschaft“ in Elberfeld ein. Wegen seiner überragenden Leistungen und seines Organisationstalents wurde Hoff 1882 in das Ministerium für öffentliche Arbeiten berufen. Er arbeitete dort eng mit Albert von Maybach bei der Verstaatlichung der Bahnen in Preußen, sowie später mit Karl von Thielen bei der Verwaltungsreform 1895 und der Bildung der Preußisch-Hessischen Eisenbahngemeinschaft (1897) zusammen.
1892 gründete Hoff für die Beschäftigten der preußisch-hessischen Bahn das erfolgreiche illustrierte Wochenblatt Die Eisenbahn. Die von ihm entwickelten Verwaltungsvorschriften wurden im Wesentlichen auch von den übrigen deutschen Staatseisenbahnverwaltungen übernommen. Hoff regte zudem die Gründung eines „Verkehrs- und Baumuseums“ (1896) in Berlin an.
Nach Studienreisen in die USA und mehrere Länder Europas wurde er 1907 Präsident des (auf seine Anregungen geschaffenen) neuen Eisenbahn-Zentralamts. Im Jahr 1912 leitete er als Ministerialdirektor die Verwaltungsabteilung des Eisenbahnministeriums. In dieser Eigenschaft bemühte er sich auch um die Dienst- und Einkommensverhältnisse der Eisenbahnbeschäftigten. Während des Ersten Weltkrieges war er maßgeblich an der Gründung des bundesstaatsübergreifenden „Generalverkehrsamts“ beteiligt und wurde dessen Leiter. Mit Erfolg vereinheitlichte er die Betriebsführung der Länderbahnen.
Ab 1918 war Hoff Chef des Reichseisenbahnamts. Die Eisenbahn war während des Krieges das zentrale Verkehrsmittel für Truppenbewegungen, Nachschub und die Versorgung der Kriegswirtschaft. In diesen Jahren wurden die Lokomotiven und das rollende Material überaus stark belastet; in der zweiten Kriegshälfte kam es zu erheblichen Versorgungsproblemen. Hoff hat vor allem während der ersten beiden Nachkriegsjahre erheblich dazu beigetragen, dass die Eisenbahn neben der Rückführung der Armee die Versorgung der Bevölkerung mit Lebensmitteln und der Industrie mit Brennstoffen einigermaßen aufrechterhalten konnte.
Als Nachfolger des zurückgetretenen Paul von Breitenbach wurde Hoff am 14. November 1918 Minister der öffentlichen Arbeiten und damit auch „Eisenbahnminister“. Hoff trat am 25. März 1919 zurück, da er offenbar nicht bereit war, den Übergang der Preußischen Staatseisenbahnen in die Reichseisenbahn mitzutragen. „Während die Haltung von Wilhelm Hoff sich als Hindernis erwiesen hatte, war Nachfolger Rudolf Oeser bei seiner Amtsübernahme der Reichsregierung gegenüber die bindende Verpflichtung eingegangen, der Verreichlichung der preußischen Bahn nicht zu widerstreben.“
In den frühen 1920er Jahren ging Hoff in Pension, wirkte aber an der Schaffung einer einheitlichen Deutschen Reichsbahn mit. Daneben war er Herausgeber des Werkes Das deutsche Eisenbahnwesen der Gegenwart, im Redaktionsausschuss der Enzyklopädie des Eisenbahnwesens und blieb bis zu seinem Tod Mitarbeiter am Handbuch der Staatswissenschaften.

## Ehrungen
- Die 1954 in Hannover, Stadtteil Herrenhausen angelegte Hoffstraße, die von der Haltenhoffstraße zur Culemeyertrift führt, wurde „nach dem preußischen Minister für öffentliche Arbeiten Wilhelm Hoff“ benannt.[2]

- Ehrenbürger der sauerländischen Bergstadt Hirschberg.[4]

## Schriften
Als Herausgeber:
- Das deutsche Eisenbahnwesen der Gegenwart. Stand vom Jahr 1926. Berlin 1927 (Anm.: Von diesem Werk erschienen zahlreiche aktualisierte Ausgaben in jeweils mehreren Bänden, die erste Fassung erschien um 1911: Digitalisat Band 1, Band 2).

Als Autor:
- Fünfundzwanzig Jahre Eisenbahn-Verwaltungsordnung : eisenbahnpolitische Rückblicke und Ausblicke. Berlin 1920.
- Nordamerikanische Eisenbahnen : ihre Verwaltung und Wirtschaftsgebarung. Berlin 1906 (zusammen mit Felix Schwabach).
- Erinnerungen aus Leben und Arbeit. Berlin 1931.
- Die deutschen, insbesondere die preußischen Eisenbahnen in verfassungsloser Zeit. In: Zeitung des Vereins deutscher Eisenbahnverwaltungen. Jg. 65/1925, S. 299 ff.